# Myron Benjamin Wright

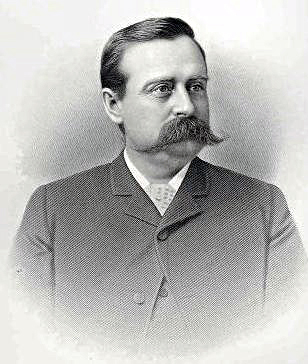
Myron Benjamin Wright

Myron Benjamin Wright (* 12. Juni 1847 in Forest Lake, Susquehanna County, Pennsylvania; † 13. November 1894 in Trenton, Ontario, Kanada) war ein US-amerikanischer Politiker. Zwischen 1889 und 1894 vertrat er den Bundesstaat Pennsylvania im US-Repräsentantenhaus.

## Werdegang
Myron Wright war der ältere Bruder des Kongressabgeordneten Charles Frederick Wright (1856–1925). Er besuchte die öffentlichen Schulen seiner Heimat und unterrichtete danach selbst als Lehrer. Zwischen 1865 und 1869 arbeitete er in verschiedenen Positionen für die First National Bank of Susquehanna. Danach war er im Finanzsektor und im Handwerk tätig. Politisch schloss er sich der Republikanischen Partei an.
Bei den Kongresswahlen des Jahres 1888 wurde Wright im 15. Wahlbezirk von Pennsylvania in das US-Repräsentantenhaus in Washington, D.C. gewählt, wo er am 4. März 1889 die Nachfolge von Frank Charles Bunnell antrat. Nach zwei Wiederwahlen konnte er bis zu seinem Tod im Kongress verbleiben. Er starb am 13. November 1894 während einer Erholungsreise nach Kanada. Zu diesem Zeitpunkt war er bereits für die folgende Legislaturperiode im Kongress wiedergewählt worden. Sein Mandat fiel nach einer Sonderwahl an Edwin J. Jorden.